# 民主聯盟「為了立陶宛」
民主聯盟「為了立陶宛」是立陶宛的一個中間偏左綠色政黨，由前總理紹柳斯·斯克韋爾內利斯於2022年1月29日成立。民主聯盟「為了立陶宛」持溫和社会保守主义立場。
民主聯盟「為了立陶宛」的大部分党员都是立陶宛農民與綠人聯盟的前黨員。黨名中的「為了立陶宛」（Vardan Lietuvos）一詞取自立陶宛國歌的末句。民主聯盟「為了立陶宛」是欧洲绿党的成员，並在2024年的歐洲議會選舉中赢得1个欧洲议会席位。民主聯盟「為了立陶宛」關注环境问题與再分配社会经济政策。

## 歷史

### 成立
绍柳斯·斯克韦尔内利斯在立陶宛農民與綠人聯盟與立陶宛社會民主黨的支持下於2016年11月22日獲任命为总理，並组建斯克韦尔内利斯内阁。雖然斯克韦尔内利斯在2016年的國會選舉中經由立陶宛農民與綠人聯盟名單當選國會議員，但斯克韦尔内利斯維持無黨籍人士的身分，而斯克韦尔内利斯与立陶宛農民與綠人聯盟主席拉穆納斯·卡爾包斯基斯的冲突引发公眾猜测斯克韦尔内利斯有意组建自己的政党。2019年，註冊中心登記註冊名为“‘为了祖国’政党”（Politinė partija „Tėvynės labui“）的政黨，而由於該黨的党名与克斯克韦尔内利斯在2019年的總統選舉期间的竞选口号相同，此事进一步引发公眾猜测。
立陶宛農民與綠人聯盟在2020年的國會選舉中落败。斯克韦尔内利斯与卡尔包斯基斯對於立陶宛農民與綠人聯盟作为反对党领袖的角色与影子内阁的组成上存在意見分歧。卡尔包斯基斯试图在影子内阁中安插忠於自己的党员，此舉再次引发公眾猜测立陶宛農民與綠人聯盟即将分裂。2021年9月7日，斯克韦尔内利斯与另外10名党员退出立陶宛農民與綠人聯盟的國會党团，並宣佈成立名為“民主—為了立陶宛”（Demokratai – vardan Lietuvos）的國会党团。他们表示反对立陶宛農民與綠人聯盟咄咄逼人的反对党立场，並表示有意作为建设性反对党運作。曾為立陶宛社会民主党员的無黨籍议员阿尔吉尔达斯·布特克维丘斯与多马斯·格里什克维丘斯亦加入该党团。
民主—為了立陶宛黨團此後宣佈有意改組為政党，使立陶宛農民與綠人聯盟相當數量的支部與拉茲迪亞伊、希盧泰、內林加的市长退出立陶宛農民與綠人聯盟，並宣佈有意加入新政黨。前环境部长克斯图蒂斯·马热卡與歐盟委員會專員维尔吉尼尤斯·辛克维丘斯亦同樣宣佈有意加入新政黨。民主聯盟「為了立陶宛」於2022年1月29日在帕兰加举行的創黨大会上正式成立。

### 活動
民主聯盟「為了立陶宛」在成立後不久就成為民意調查中支持度领先的政党之一，而立陶宛農民與綠人聯盟与劳动党的支持率则均有所下降。民主聯盟「為了立陶宛」在第十三屆立陶宛議會完結時以16名議員成為希莫尼特內閣的三大主要反對黨之一，另外兩大反對黨則為立陶宛農民與綠人聯盟與立陶宛社會民主黨。
民主聯盟「為了立陶宛」在2023年的市政選舉中赢得6.68%的选票，得票率略低於民意调查结果預期，而且也落后於立陶宛農民與綠人聯盟與立陶宛社會民主黨。民主聯盟「為了立陶宛」在党支部与市长於2021年与2022年投奔自己的市镇表现最好。民主聯盟「為了立陶宛」於2023年9月3日的拉塞尼艾–凱代尼艾选区國會补选中派出一名候选人，但其得票率仅2.48%，在所有候选人中垫底。
2023年6月17日，民主聯盟「為了立陶宛」宣佈計劃加入欧洲绿党，並於2024年2月欧洲绿党的扩大会议中得以正式加入。民主聯盟「為了立陶宛」此後参加2024年的歐洲議會選舉，获得5.95%的普选票，並赢得1個欧洲议会席位。由於民主聯盟「為了立陶宛」在2024年的欧洲议会选举举行时仅成立两年有餘，是次選舉結果被认为是民主聯盟「為了立陶宛」的一次成功。
在同年舉行的國會選舉中，民主聯盟「為了立陶宛」贏得了第十四屆立陶宛議會141个席位中的14个，排名第四。此後，立陶宛社会民主党、民主聯盟「為了立陶宛」与民粹主義政党尼穆納斯黎明组成执政联盟。根据联合执政協議的约定，斯克韦尔内利斯於當年11月14日以107票赞成、19票反对当选國會議長。

## 意識形態
民主聯盟「為了立陶宛」自認為在经济政策上持中間偏左立场，而在社会文化议题上持社会保守主义立场。民主聯盟「為了立陶宛」支持最低所得保障、鞏固传统家庭的地位、在2045年实现淨零排放与地方分权。民主聯盟「為了立陶宛」在其党纲中定义自身为中間偏左政党，但仍然支持家庭价值观。民主聯盟「為了立陶宛」是欧洲绿党的成员，支持环境保护主义、绿色政治与中間偏左的社会经济政策。
民主聯盟「為了立陶宛」被認為屬於非主流意識形態，其创始成员囊括几乎所有先前存在的立陶宛政党的前党员。包括奥丝玛·米什基尼埃内、卢卡斯·萨维茨卡斯、维陶塔斯·巴卡斯等民主聯盟「為了立陶宛」的副主席都是斯克韦尔内利斯在其内阁中的亲密盟友，而这导致部分意見認為民主聯盟「為了立陶宛」出於政治投機主義而成立，並且没有除進入國會外的任何意识形态。

## 選舉結果

### 國會選舉
| 选举年 | 领导人                | 得票    | ％   | 席次     | 結果     |
| ------ | --------------------- | ------- | ---- | -------- | -------- |
| 2024   | 紹柳斯·斯克韋爾內利斯 | 114,792 | 9.40 | 14 / 141 | 聯合政府 |

#### 2023年補選
| 选区              | 候选人                      | 得票 | ％   | 结果 |
| ----------------- | --------------------------- | ---- | ---- | ---- |
| 拉塞尼艾–凱代尼艾 | 埃德维纳斯·德米达维丘斯（Edvinas Demidavičius） | 230  | 2.48 | 落選 |

### 歐洲議會選舉
| 选举年 | 名單领导人              | 得票   | ％   | 座位   | 歐洲議會黨團      |
| ------ | ----------------------- | ------ | ---- | ------ | ----------------- |
| 2024   | 维尔吉尼尤斯·辛克维丘斯 | 40,351 | 5.95 | 1 / 11 | 綠黨/歐洲自由聯盟 |

### 市政選舉
| 选举年 | 市議會選舉得票 | ％   | 市議會席位  | 市長數 |
| ------ | -------------- | ---- | ----------- | ------ |
| 2023   | 78,052         | 6.68 | 124 / 1,498 | 5 / 60 |